# Pyramidenpappel
Die Pyramidenpappel, Säulenpappel, Spitzpappel oder Italienische Pappel (Populus nigra ‚Italica‘) ist eine Form oder Varietät der Schwarz-Pappel und in Europa weit verbreitet. Aufgrund zeitgenössischer Berichte ist davon auszugehen, dass die Form bereits vor 1745 in Oberitalien kultiviert wurde. Der wahre Ursprung der Form ist ungeklärt; sie könnte möglicherweise aus Persien stammen; eventuell war sie früher auch geschlechtlich reproduzierbar, während heute nur männliche Exemplare existieren sowie eine stets weibliche Form ‚Italica Femina‘, die sich aber in einigen Merkmalen von ‚Italica‘ unterscheidet.

## Beschreibung
Die Pyramidenpappel wächst als sommergrüner Baum. Sie fällt durch einen säulenförmigen Wuchs und die kegelförmige Krone auf. Ihr Stamm verzweigt sich früh, und die Äste wachsen aufwärts. Sie erreicht eine durchschnittliche Wuchshöhe von 25 bis 30 Metern, es wurden aber auch schon Exemplare bis zu 40 Meter gemessen; ebenso lang können die flach streichenden Starkwurzeln reichen, die dann auch dazu neigen, Boden wie Straßenbelag anzuheben. Die jungen Zweige der Pyramidenpappel sind sehr biegsam und zäh, im Alter werden sie jedoch spröde und brechen bei Sturm schnell aus der Krone heraus, deshalb ist sie trotz ihrer Beliebtheit als Park- und Alleebaum eigentlich weniger gut geeignet. Im Wind können sich gesunde Pappeln jedoch wegen ihrer Biegsamkeit manchmal besser behaupten als zum Beispiel Eichen. Säulenpappeln haben durch die Astausbrüche im Alter oft fortgeschrittene Stammfäule oder Fäule im Wurzelstock, aus dem sie dann bei Sturm herausbrechen. Aus den stehengebliebenen Stammteilen oder aus den weitverzweigten Wurzeln nahe der Erdoberfläche treiben dann recht schnelle viele neue Ausschläge.
Ihre dreieckigen, glänzend dunkelgrünen Laubblätter sind etwas kleiner als die der Stammform der Schwarz-Pappel.
Der Baum ist stets männlich, kann also nicht generativ vermehrt werden und existiert in einigen Klonlinien.

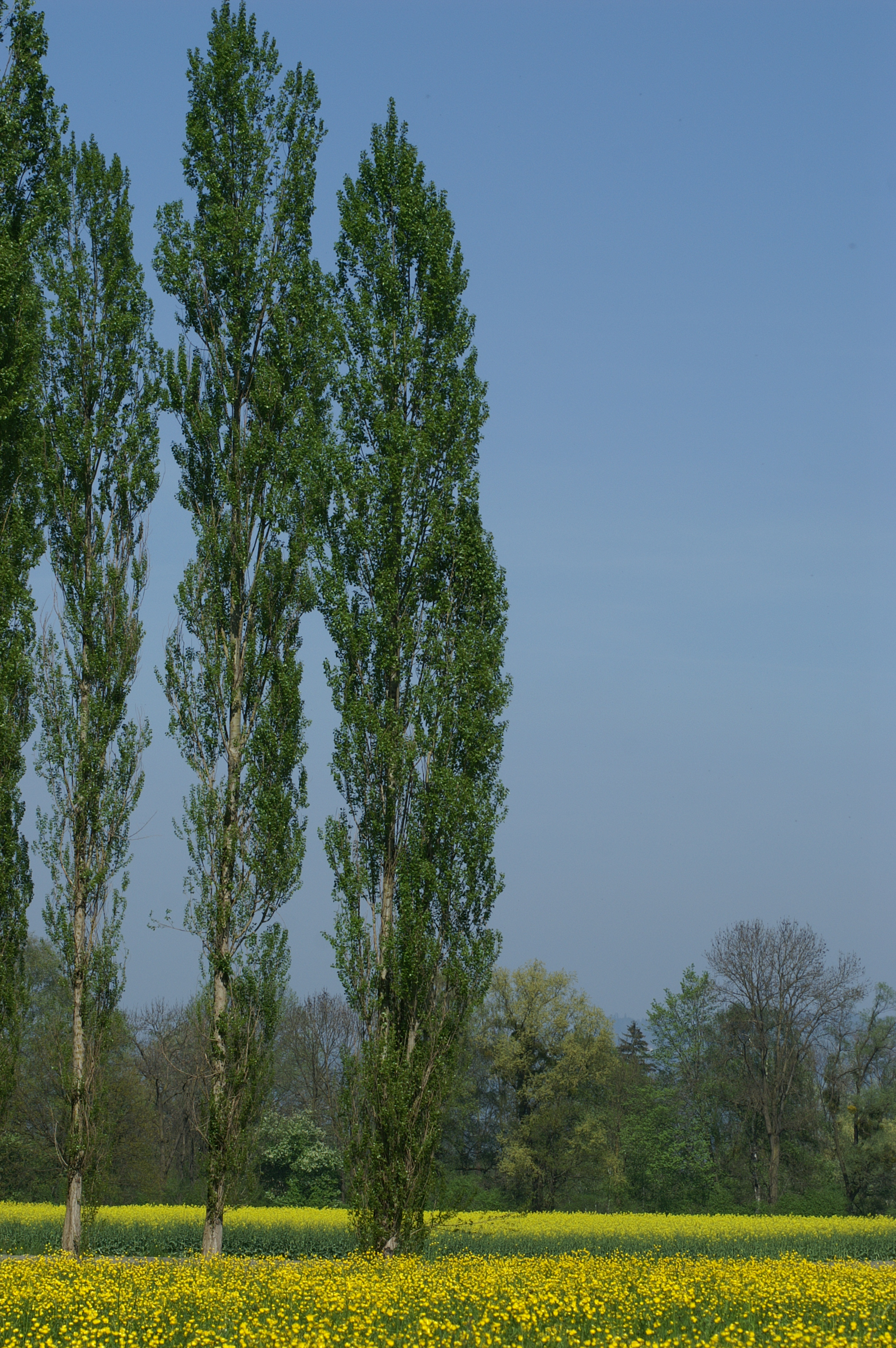
Säulenpappel eingebettet zwischen Raps und Hahnenfuß

## Nutzung
Die Pyramidenpappel findet sich in Mitteleuropa häufig als überaus raschwüchsiger, aber nicht sehr langlebiger Alleebaum. Man verwendete sie früher auch zur Wiederaufforstung gerodeter Auwälder. Sie wird in Deutschland seit Beginn des 19. Jahrhunderts kultiviert. Am Niederrhein wurde sie während der Napoleonischen Besatzungszeit in langen Reihen als Wegmarke zur besseren Orientierung der französischen Truppen angepflanzt.
Aufgrund des hohen Wuchses wird sie auch zur Verminderung von Winderosion zwischen Äckern angepflanzt. Sie eignet sich für Kurzumtriebsplantagen und für Windschutzstreifen.

## Systematik
Synonyme für die hier beschriebene Form Populus nigra ‚Italica‘ sind Populus nigra var. italica Muenchh., Populus pyramidalis Rozanova sowie Populus nigra var. pyramidalis (Rozanova) Spach, da sie zeitweise als Varietät angesehen wurde. Diese Form ist stets männlich und existiert in einigen Klonlinien; sie wird für die Pflanzung ungeschlechtlich vermehrt.
Daneben gibt es noch weitere säulenförmig wachsende Sorten der Schwarz-Pappel:
- Populus nigra ‚Italica Femina‘, die seltener gepflanzt wird und immer weiblich ist; diese Form zeichnet sich durch einen anderen Habitus aus. Sie hat weniger Äste, die dafür leicht einwärts gekrümmt wachsen; jeder dieser Äste bildet eine eigene säulenförmige Krone, wodurch der gesamte Baum einen fast umgekehrt dreieckigen Habitus bekommt.
- Populus nigra ‚Plantierensis‘ entstand im 19. Jahrhundert in der Baumschule Simon-Louis Frères in Plantières-les-Metz; es handelt sich um eine Kreuzung von ‚Italica‘ mit P. nigra subsp. betulifolia. Sie ist immer noch erhältlich und wurde auch zur Züchtung von schnell wachsenden Pappel-Sorten verwendet.
- Populus nigra ‚Gigantea‘, ein weiblicher, schnell wachsender Klon mit etwas breiterer Krone
- Populus nigra ‚Afghanica‘, auch als ‚Thevestina‘ bekannt, ist eine Säulenform mit auffallend heller Rinde, sie wird häufig in Westasien und Südosteuropa angepflanzt.